# Isabelle Czajka
Isabelle Czajka est une réalisatrice française née en 1962 à Paris.

## Biographie
En 1998, Isabelle Czajka réalise un documentaire Tout à inventer. En 2002, son court métrage La Cible a été primé au Festival international du court-métrage de Clermont-Ferrand. Son premier long métrage L'Année suivante a reçu le Léopard de la meilleure première œuvre au festival de Locarno. Elle y brosse le portrait d’une adolescente sur fond de banlieue et d’absence des parents. En 2007 elle sort un court métrage Un bébé tout neuf. En 2010, son second long métrage D'amour et d'eau fraîche sort sur les écrans.
Parmi les questions que traitent souvent ses films : la maternité (Tout à inventer, Un bébé tout neuf), le monde du travail (La Cible, D'amour et d'eau fraîche) et la difficulté pour les jeunes d’entrer dans la vie et dans la société (L'Année suivante, D'amour et d'eau fraîche).
Elle est membre du collectif 50/50 qui a pour but de promouvoir l’égalité des femmes et des hommes et la diversité dans le cinéma et l’audiovisuel,.

## Filmographie

### Longs métrages
- 2006 : L'Année suivante
- 2010 : D'amour et d'eau fraîche
- 2013 : La Vie domestique
- 2016 : Tuer un homme (TV)
- 2019 : Ronde de nuit (TV)

### Courts métrages
- 1998 : Tout à inventer (documentaire)
- 2002 : La cible
- 2007 : Un bébé tout neuf

## Distinctions

### Récompenses
- 2005 : Lauréate de la Fondation Gan pour le Cinéma pour le long-métrage L'Année suivante[3]
- 2013 : Valois de la mise en scène au Festival du film francophone d'Angoulême pour La vie domestique